# Kung Fu Fighter
Kung Fu Fighter é o álbum de estreia do cantor Carl Douglas, lançado em 1974. 

## Faixas
Lado A
| N.º | Título                             | Compositor(es) | Duração |  |
| 1.  | "Kung Fu Fighting"                 | Carl Douglas   | 3:15    |  |
| 2.  | "Witchfinder General"              | Carl Douglas   | 2:52    |  |
| 3.  | "When You Got Love"                | Biddu          | 3:29    |  |
| 4.  | "Changing Times"                   | Carl Douglas   | 3:00    |  |
| 5.  | "I Want to Give You My Everything" | Larry Weiss    | 2:31    |  |

Lado B
| N.º | Título                          | Compositor(es)        | Duração |  |
| 1.  | "Dance the Kung Fu"             | Carl Douglas, Biddu   | 3:09    |  |
| 2.  | "Never Had This Dream Before"   | Lee Vanderbilt        | 3:09    |  |
| 3.  | "I Don't Care What People Say"  | Biddu, Lee Vanderbilt | 3:37    |  |
| 4.  | "Blue Eyed Soul" (Instrumental) | Biddu                 | 4:48    |  |

## Desempenho nas paradas musicais
| Parada musical (1974/1975)      | Melhor posição |
| ------------------------------- | -------------- |
| Alemanha (Media Control Charts) | 10             |
| Canadá (RPM Top Albums)         | 48             |
| Estados Unidos (Billboard 200)  | 37             |
| Estados Unidos (R&B Albums)     | 1              |
| Itália (FIMI)                   | 20             |
| Noruega (VG-lista)              | 16             |
| Países Baixos (MegaCharts)      | 8              |